# Inagawa-kai

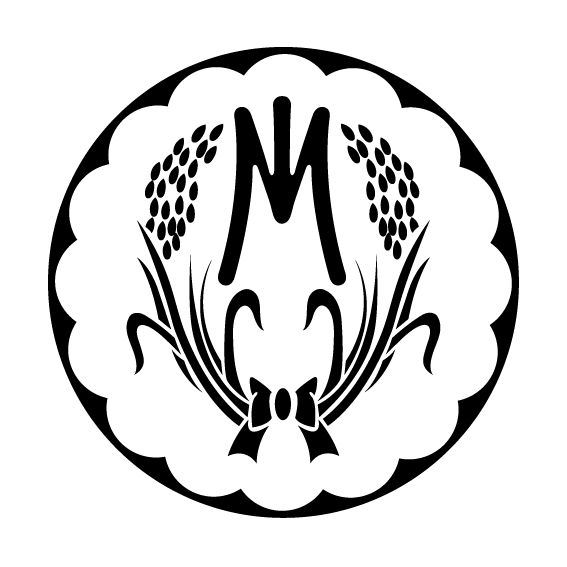
Daimon Inagawa-kai

Inagawa-kai (jap. 稲川会) – trzeci pod względem wielkości gang yakuzy, działający w Japonii. Główna siedziba organizacji mieści się w regionie Kantō. Liczbę członków szacuje się na 3 400. Główne przychody gang czerpie z malwersacji finansowych, handlu narkotykami, wymuszeń oraz innych przestępstw. Obecnym przywódcą pozostaje Jirō Kiyota.

## Historia
Początki organizacji sięgają 1948 roku, kiedy w regionie Atami powstało Inagawa-kōgyō (Przedsiębiorstwo Przemysłowe Inagawa), będące zalążkiem późniejszego gangu. Twórcą i jednocześnie pierwszym bossem był, urodzony w 1914 roku w Jokohamie, Kakuji Inagawa (znany bardziej pod przybranym imieniem Seijō - „święta twierdza”). W ciągu następnych lat gang się rozrastał, docierając swymi wpływami do Hokkaido. W 1964 roku, z powodu wymierzonych przez policję działań przeciwko przestępczości zorganizowanej Kakuji zarejestrował organizację jako partię polityczną. Zmiana nazwy na obecną nastąpiła w 1972 roku.
Drugim przywódcą został, mianowany przez Inagawę w 1986 roku, Susumu Ishii. Zarządzał on organizacją do 1991 roku, kiedy to zmarł z powodu guza mózgu. Po nim sukcesję przejął syn założyciela gangu, Toi Inagawa. Zmarł w 2005 roku. Przyczyną śmierci była niewydolność wielonarządowa, która nastąpiła po nieudanym przeszczepie wątroby.
Wybór czwartego bossa nastręczał trudności wskutek rozłamu panującego w Inagawa-kai, która podzieliła się na dwie rywalizujące ze sobą frakcje, zwanymi tokijską i jokohamską. Pierwsza z nich forsowała kandydaturę Yoshio Tsunody, który ostatecznie przejął przywództwo gangu. Również jego śmierć nastąpiła wskutek choroby. Zmarł w 2010 roku na raka trzustki. Po nim władza przeszła do rąk Jirō Kiyoty, będącego naturalizowanym Koreańczykiem.